# エアスタン事件
エアスタン事件は、1995年8月3日から1996年8月16日間に発生した国際事件である。アフガニスタン上空を飛行していたエアスタンのイリューシン Il-76TDがターリバーンの戦闘機によりカンダハール国際空港へ強制的に着陸させられた。その後1年以上の間、ロシア人の乗員は監禁されたが、自力でアフガニスタンから脱出した。

## 事件の経過

### 背景
1995年当時、アフガニスタンは内戦状態であった。1994年末からターリバーンが侵攻を開始し、1995年初頭にはカーブルの南に位置する都市の多くが占領された。エアスタンはタタールスタンに本拠地を置く航空会社だった。事故機のイリューシン Il-76TDはアラブ首長国連邦のシャルジャに本拠地を置くルス・トランス・アヴィア・エクスポートがエアスタンにリースしていた機材だった。

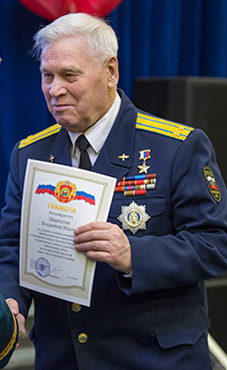
ウラジーミル・シャルパトフ機長（2016年）

199便にはウラジーミル・シャルパトフ機長と、ガジヌール・ハリウリン副操縦士、アレクサンダー・ゾルド航空士他、4人が搭乗していた。199便はアルバニアからアフガニスタンへ約30tの武器を輸送していた。

### 強制着陸と監禁
アフガニスタン空域を飛行中、199便はターリバーンのMiG-21に迎撃され、カンダハールに強制着陸させられた。アメリカ合衆国上院議員のハンク・ブラウンがロシア政府とターリバーンの人質交換を仲介した。ターリバーンはロシア側によって捕らえられたアフガニスタン人の解放を求めた。一方、ロシア政府はこの要求を拒否し、交渉は決裂した。ブラウンはターリバーンに対して、199便の乗員たちにIl-76の整備などを行わせるよう求め、ターリバーンはこれを了承した。ブラウンのこの要求は乗員の脱出に大きく貢献した。

### 脱出
乗員たちは1年以上にわたり、脱出の機会をうかがっていた。ブラウンの要求により機体の整備を許可されていたが、その後飛行準備を行うことも許されていた。1996年8月16日の午後、乗員を監視していた兵士の大半が祈りを捧げるためその場を離れた。乗員は残りの兵士を制圧し、Il-76に乗り込んだ。パイロットは補助動力装置によってエンジンを始動し、滑走路へ素早く向かった。ターリバーンは消防車で離陸を妨害しようとしたが、パイロットは離陸に成功した。すぐにターリバーンが占拠している空域を抜け、アラブ首長国連邦へ向かった。ロシアのボリス・エリツィン大統領は乗員に祝電を送った。

## 事故機のその後

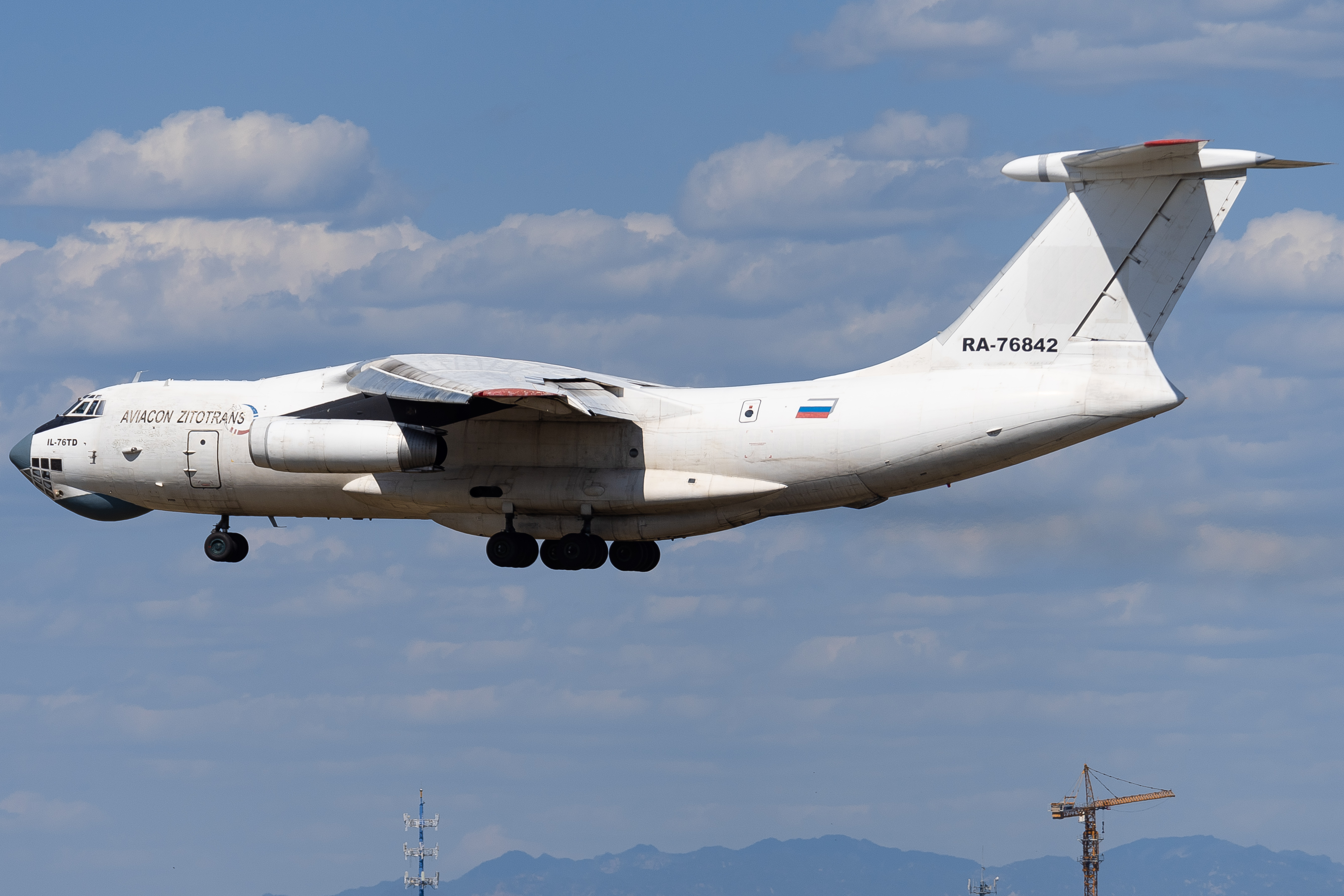
2021年6月に撮影された当該機

2019年11月時点で、事故機のRA-76842はアヴィアコン・ツィタトランスによって運用されている。

## 映像化
- 「Escape from Kandahar」 - 2001年にパイロットたちが出版した自伝[3]。
- 「カンダハル 怒りの大脱出（英語版）」 - 2010年にアンドレイ・カヴン（英語版）監督により製作された映画[9]。